# Tot Badalona, Montgat i Tiana
El Tot Badalona, Montgat i Tiana (1983-2015) era una revista setmanal gratuïta d'informació local i comercial, distribuïda cada divendres a les poblacions de Badalona, Montgat i Tiana. L'abril 2015 va tancar i ser reemplaçat per De Tot i Més, d'una altra editorial.
Es publicava en català a Badalona per l'empresa Subirats & Subirats Editors i es distribuïa per les fleques i altres establiments comercials, de restauració, les estacions de servei i les entitats. La revista pertanyia des de la seva fundació l'Associació Catalana de la Premsa Gratuïta i Mitjans Digitals (ACPG). Els fundadors volien crear un nexe de comunicació entre els ciutadans, els establiments, les entitats i els col·lectius de la ciutat de Badalona. La revista va sortir al carrer per primer cop el 24 de gener del 1983.
El 2010 es trobava amb un lectorat de 33.000 persones al rang 22 de les principals publicacions periódiques de Catalunya (premsa a pagament i gratuïta). La quarta onada del Baròmetre de la Comunicació i la Cultura del 2011 va situar el setmanal com a líder d'audiència i el més llegit de la comarca del Barcelonès Nord. Segons dades certificades, la seva tirada és de 23.000 exemplars amb una penetració del 94,50% en la població. Les dades a nivell català situen, El Tot, entre els 10 primers gratuïts més seguits de tot Catalunya amb més de 46.000 lectors setmanals de la revista impresa. L'any 2013 el setmanari va celebrar el seu 30è aniversari. En aquesta ocasió va estrenar una apli amb sistema operatiu iOS, i fer una donació de prop de quatre mil fotos a l'arxiu del Museu de Badalona. Aquest fons rep el nom «Núria Ferrer Padrós/TOT Badalona» i haurà de ser d'accés gratuït.
El 10 d'abril del 2015, el setmanal va tancar de manera silenciosa, després de 32 anys i 1682 números. Va ser reemplaçat per una publicació nova De Tot i Més —amb tipografia i logotip molt semblants a l'anterior, però amb numerotació nova— editada aquesta vegada per l'editorial del Diari de Barcelona. No hi ha hagut cap informe públic sobre el canvi de títol i de casa editora.